# Heterocercus
Heterocercus és un gènere d'ocells de la família dels píprids (Pipridae). Agrupa tres espècies natives d'Amèrica del Sud, les àrees de distribució de les quals es troben per l'Amazònia des de l'est de Colòmbia i nord-oest de Veneçuela fins al nord-est del Perú, nord-est de Bolívia i sud de l'Amazònia brasilera.

## Descripció
Les espècies d'aquest gènere són relativament grosses, mesurant al voltant de 14 cm de longitud, de patró ben definit i cua graduada. Les espècies són semblants i les zones són al·lopàtriques a les selves amazòniques, principalment en boscos que creixen a les planes d'inundació i al llarg dels rius d'aigües blanques, és a dir, els rius rics en sediments minerals o vora l'aigua. Els mascles tenen les goles de color blanc que s'expandeixen cap els costats.

## Taxonomia
Els estudis de filogènia molecular de Tello et al (2009) i McKay et al (2010), van verificar l'existència de dos clades ben diferenciats dins de la família Pipridae: una subfamília anomenda Neopelminae (Tello, Moyle, Marchese & Cracraft, 2009) agrupant els manaquís més semblants als tirànids dels gèneres Neopelma i Tyranneutes; i els altres gèneres anomenats «manaquís pròpiament dits», incloent-hi el present Heterocercus, en un clade monofilètic Piprinae (Rafinesque, 1815). Això va ser plenament confirmat pels amplis estudis de filogènia molecular dels passeriformes suboscines realitzats per Ohlson et al (2013).
El Comitè de Classificació de Sud-americà (SACC) adopta aquesta última divisió i seqüència lineal dels gèneres, a partir de l'aprovació de la Proposta N° 591. La classificació Clements Checklist v.2017, el IOC, l'HBW, BLI i el Comitè Brasiler de Registres Ornitològics (CBRO), tot i que també ho va adoptar, divideix en tres subfamílies, seguint Tello et al. (2009), i col·loca el present en una subfamília Llicurinae (Reichenbach, 1850).
El nom genèric Heterocercus es compon de les paraules del grec antic «heteros» que significa “diferent”, i «kerkos» que significa “cua”.
Segons la Classificació del Congrés Ornitològic Internacional (versió 15.1, 2025) aquest gènere està format per tres espècies:
- Heterocercus aurantiivertex - manaquí de coroneta taronja.
- Heterocercus flavivertex - manaquí de coroneta groga.
- Heterocercus linteatus - manaquí de coroneta encesa.